# Aurora (filme)
Sunrise - A Song of Two Humans (bra/prt: Aurora) é um filme mudo de 1927, o primeiro dirigido por F. W. Murnau em Hollywood. Seu roteiro foi adaptado a partir do conto Viagem a Tilsit, do escritor alemão Herrman Suderman, embora nele possam ser inegavelmente encontrados vários elementos do romance Uma história americana, de Theodore Dreiser, lançado dois anos antes e o sucesso comercial literário daquela época nos Estados Unidos.
Um dos mais importantes filmes da cinematografia mundial, e o até então mais caro lançado pela Fox Film Corporation, Aurora foi laureado com três Oscar em 1929. Recebeu, em 1989, a classificação de significância histórica, estética e cultural pela Biblioteca do Congresso dos Estados Unidos e foi selecionado para preservação pelo British Film Institute. Numa pesquisa feita entre críticos para este mesmo instituto, Aurora foi considerado o sétimo maior filme da história do cinema, ao lado de O encouraçado Potemkin,  do cineasta soviético Sergei Eisenstein. Em 1967, a revista Cahiers du Cinéma escolheu Aurora como "a maior obra-prima da história do cinema".

## Elenco
- George O'Brien - fazendeiro
- Janet Gaynor - esposa
- Margaret Livingston – mulher da cidade
- Bodil Rosing – empregada do fazendeiro
- Gibson Gowland – motorista raivoso que retira o casal da rua
- Gino Corrado – gerente do salão de beleza
- Ralph Sipperly - barbeiro
- Jane Winton - manicure
- Arthur Housman – homem importuno no salão de beleza
- J. Farrell MacDonald - fotógrafo
- Barry Norton - dançarino
- Sidney Bracey – diretor do salão de baile
- Sally Eilers – mulher no salão de baile
- Phillips Smalley – garçom
- Fletcher Henderson – músico
- Eddie Boland
- Clarence Wilson
- Bob Kortman
- Harry Semels

## Locações
Os ambientes internos foram rodados no estúdio endereçado a 1401 N. Western Avenue, Hollywood, Los Angeles.

## Premiações

### Oscar
Venceu:
- Oscar de melhor produção cinematográfica única e artística, prêmio nunca mais concedido novamente, uma espécie de consolação pelo segundo lugar na disputa pelo Oscar de melhor filme laureado a Asas, de William A. Wellman
- Melhor Atriz – Janet Gaynor, por sua atuação em Aurora, O anjo da rua e Sétimo Céu
- Melhor Cinematografia - Charles Rosher e Karl Struss.

Indicado:
- Melhor direção de arte - Rochus Gliese

### Kinema Junpo Awards
- Melhor filme em língua estrangeira – F. W. Murnau

## Legado
João César Monteiro, cineasta português, listou-o entre os dez filmes de sua vida; já Martin Scorsese classifica Aurora não como um filme, e sim como um "poema visual".

## Exibições comerciais
O filme somente teve sua primeira exibição pública em cinema brasileiro no dia 19 de outubro de 2008, por ocasião da Programação Poemas Visionários: O Cinema de F. W. Murnau, ocorrida no Centro Cultural Banco do Brasil do Rio de Janeiro em homenagem aos 120 anos de nascimento do diretor alemão.